# Gebang (plaats in Purworejo)
Gebang is een bestuurslaag in het regentschap Purworejo van de provincie Midden-Java, Indonesië. Gebang telt 1360 inwoners (volkstelling 2010).